# Jane Maxwell
Jane Gordon, duchessa di Gordon, nata Lady Jane Mawell (Edimburgo, 1748 – Londra, 14 aprile 1812), è stata una nobildonna scozzese.

## Biografia

### Infanzia
Jane era la seconda figlia di Sir William Maxwell, III baronetto di Monreith, e di sua moglie, Magdalena Blair. Nacque a Hyndford, Edimburgo, dove la madre occupava un grande appartamento al secondo piano.

### Matrimonio
Il 28 ottobre 1767 sposò Alexander Gordon, IV duca di Gordon, nella casa del cognato a Argyle Street, Edimburgo. Ebbero sette figli.
Era un confidente di William Pitt il Giovane, mentre a Londra ha costituito un centro sociale del partito Tory.
Si dice che avesse promesso in sposa sua figlia maggiore, Lady Charlotte, a Pitt, ma il regime è stato sventato da Henry Dundas, e lei poi scelse Charles Lennox, poi duca di Richmond. Wraxall dice anche che durante la pace di Amiens, del 1802, la duchessa andò, con la sua famiglia, a Parigi per far sposare a Eugène de Beauharnais la sua figlia più giovane, ma non ci riuscì, e Lady Georgiana sposò John Russell, VI duca di Bedford.

### Morte
La duchessa, in seguito alla separazione dal marito, morì a Londra presso l'Hotel Pulteney, a Piccadilly, con i suoi figli accanto a lei, il 14 aprile 1812. Fu sepolta, secondo la sua volontà, a Kinrara, nel Inverness-shire.

## Discendenza

Jane, duchessa di Gordon, ritratta con suo figlio, George, da George Romney

Lady Jane Maxwell e Alexander Gordon, IV duca di Gordon ebbero sette figli:
- Lady Charlotte Gordon (20 settembre 1768 - 5 maggio 1842), sposò, il 9 settembre 1789, Charles Lennox, IV duca di Richmond, ebbero figli;
- George Gordon, V duca di Gordon (2 febbraio 1770 - 28 maggio 1836);
- Lady Madelaine Gordon (1772 - 31 maggio 1847), sposò in prime mozze, il 2 aprile 1789, Sir Robert Sinclair, VII Baronetto, ebbero figli; sposò in seconde nozze, il 25 novembre 1805, Fysche Palmer, non ebbero figli;
- Lady Susan Gordon (2 febbraio 1774 - 26 agosto 1828), sposò, il 7 ottobre 1793, William Montagu, V duca di Manchester, ebbero figli;
- Lady Louisa Gordon (27 dicembre 1776 - 5 dicembre 1850), sposò, il 17 aprile 1795, Charles Cornwallis, II marchese di Cornwallis, ebbero figli;
- Lady Georgiana Gordon (18 luglio 1781 - 24 febbraio 1853), sposò, il 23 giugno 1803, John Russell, VI duca di Bedford, ebbero figli;
- Lord Alexander Gordon (1785 - 8 gennaio 1808), ufficiale dell'esercito britannico, morto celibe.